# Compuerta de esclusa

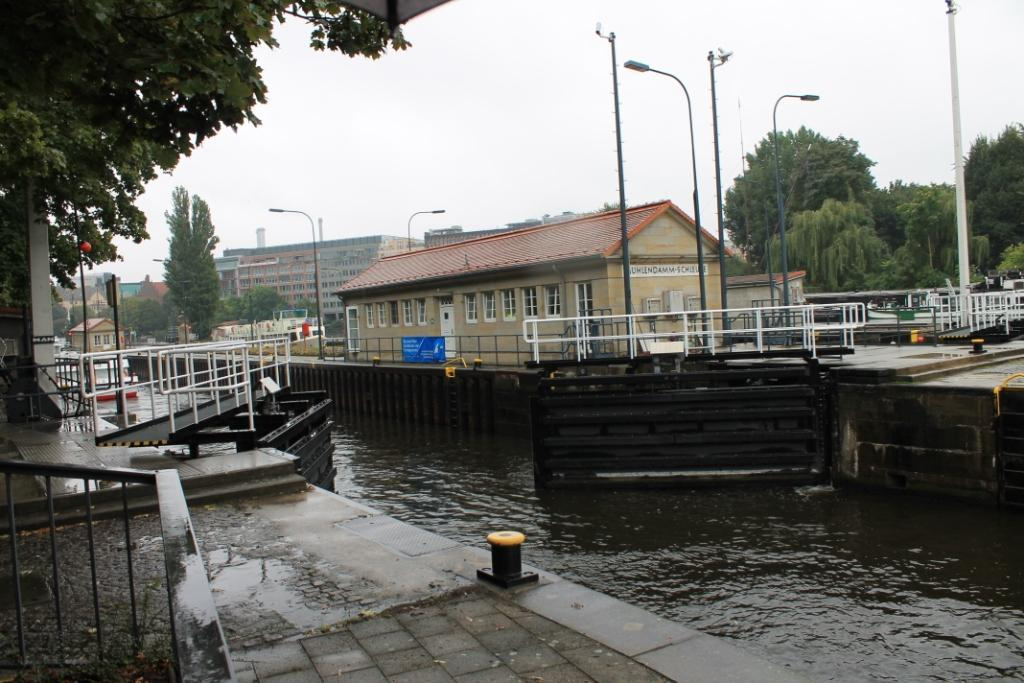
Compuerta mitral

Una compuerta de esclusa es un elemento que detiene el agua y así mantiene la diferencia de nivel en ambos lados de la esclusa. Una esclusa suele constar de una o más cámaras, con una compuerta a ambos lados, normalmente duplicada por seguridad. Las compuertas de esclusa realizan un cierre casi hermético de la cámara de la esclusa. Suelen estar situadas en la parte principal de la misma y, dependiendo tanto del diseño y finalidad de la esclusa como de la situación del terreno, se utilizan diferentes tipos de esclusa con sus diferentes tipos de compuertas.

## Tipos de compuertas

### Compuerta elevadiza

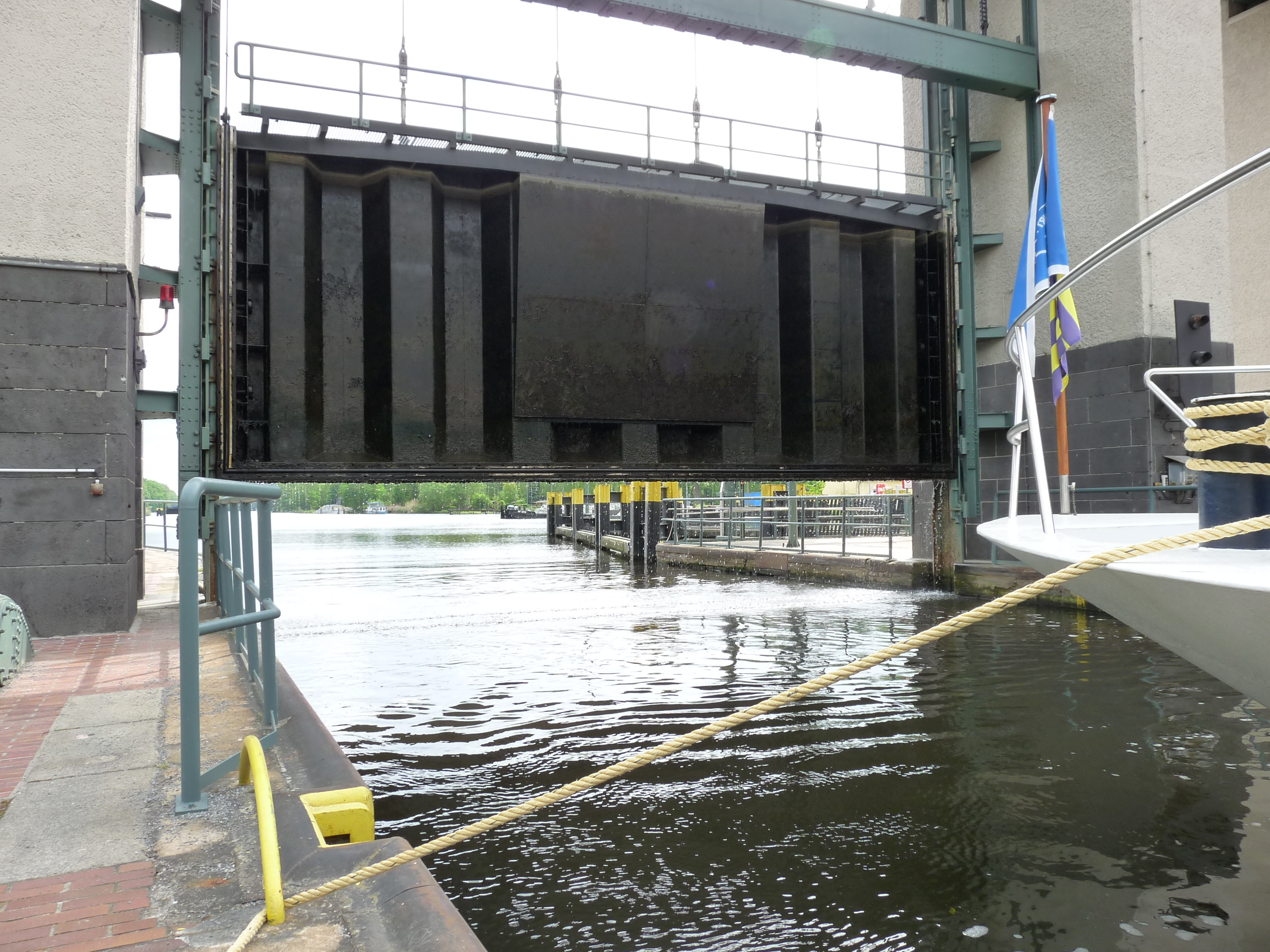
Compuerta elevadiza

Una compuerta elevadiza es una compuerta en forma de panel que se guía sobre rieles y se eleva verticalmente. Dado que, por tanto, requiere una estructura alta y, según el peso, también contrapesos, hoy en día se utiliza con menos frecuencia para evitar un impacto en el paisaje.
Una compuerta elevadiza se levanta del agua con una cadena. Un contrapeso que cuelga por separado de un cable reduce la fuerza sobre la cadena de transmisión y, por tanto, también sobre el motor. La compuerta suele estar guiada en una ranura, lo que produce el mismo efecto que una compuerta corredera sobre carriles. La compuerta levadiza es adecuada para girar el agua hacia ambos lados. La ventaja de esta solución es que no hay puntos de pivote ni otras piezas móviles bajo el agua, lo que facilita el mantenimiento. La desventaja es que ésta es la única compuerta, lo que limita la altura de los buques que pueden pasar. Otra desventaja es que cuando no se permite que la carga se moje y las escotillas de un barco están abiertas, hay que cerrarlas porque las compuertas forman una cortina de lluvia por debajo de la cual el barco tiene que pasar.

### Compuerta abatible

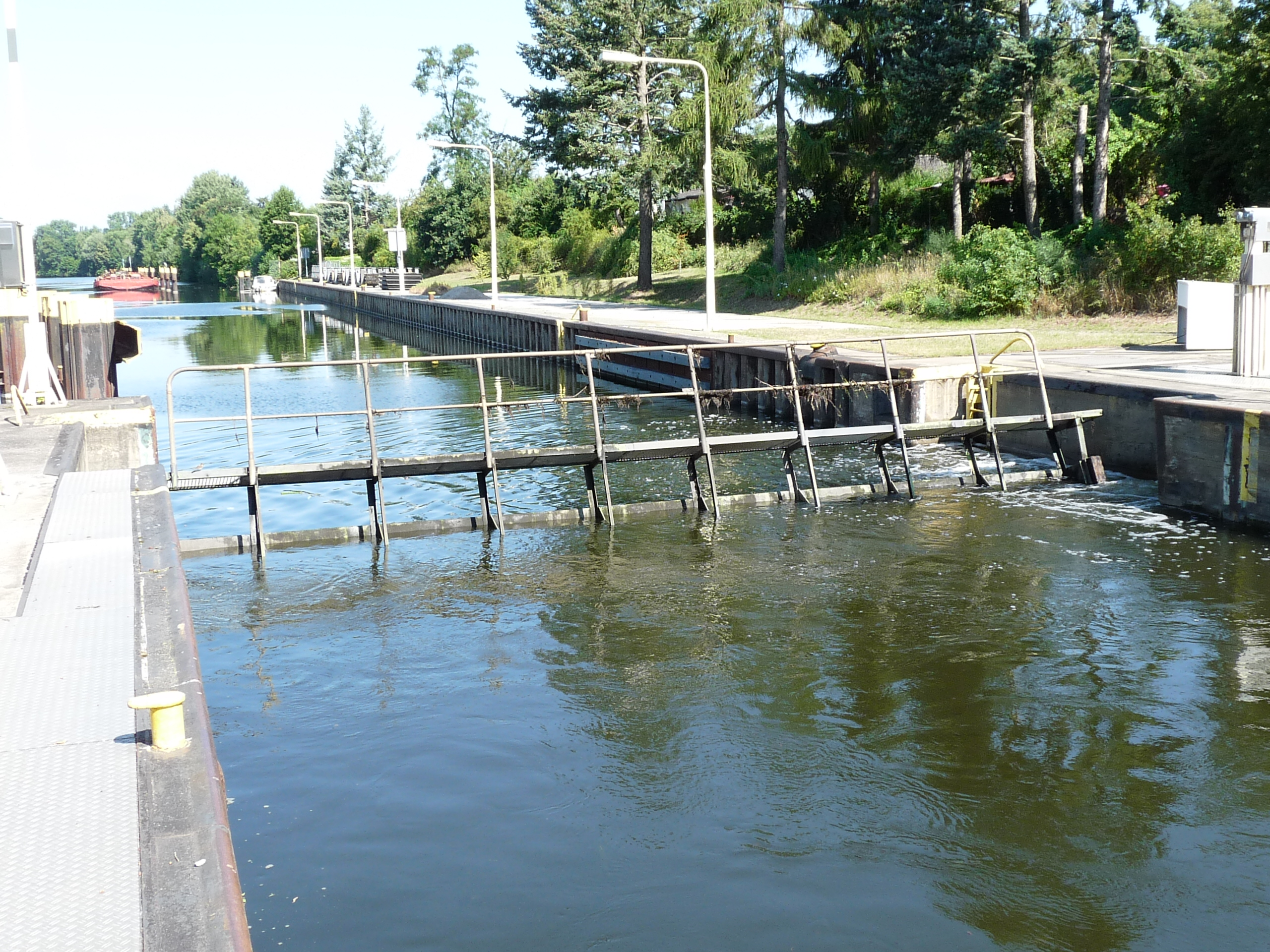
Compuerta abatible abriéndose

Una compuerta abatible es una compuerta que gira alrededor de un eje horizontal. Se baja la compuerta para abrir la cámara; Los barcos pueden entonces pasar por la compuerta. Para no reducir el tamaño de la cámara de la esclusa, se utilizan compuertas abatibles casi exclusivamente en la cabeza de la esclusa. Las compuertas abatibles no se utilizan con frecuencia hoy en día, pero en los Países Bajos se han encontrado vestigios de compuertas abatibles de la época romana. Estas compuertas abatibles estaban conectadas a una alcantarilla con bisagras en la parte superior. La ventaja era que estas compuertas se abrían y cerraban con la propia agua. Con una bisagra en la parte inferior, la compuerta desaparece completamente bajo el agua, de modo que el espacio libre vertical es, en principio, ilimitado. La compuerta abatible se abre como la compuerta de una embarcación de desembarco . Esto también se utiliza sólo en el lado más alto de una cerradura, porque la compuerta allí debe ser menos alta que en el lado con el nivel de agua bajo. Esto también determina el calado máximo que los barcos pueden tener para pasar por la esclusa. Una compuerta abatible se acciona con uno o dos pistones hidráulicos dispuestos en el lateral. El sello también es de madera. Las desventajas son que las compuertas y los pivotes están constantemente bajo el agua, lo que dificulta el mantenimiento y pueden meterse residuos grandes debajo de la compuerta abatible, impidiendo que la compuerta se abra por completo.

### Compuerta tipo segmento

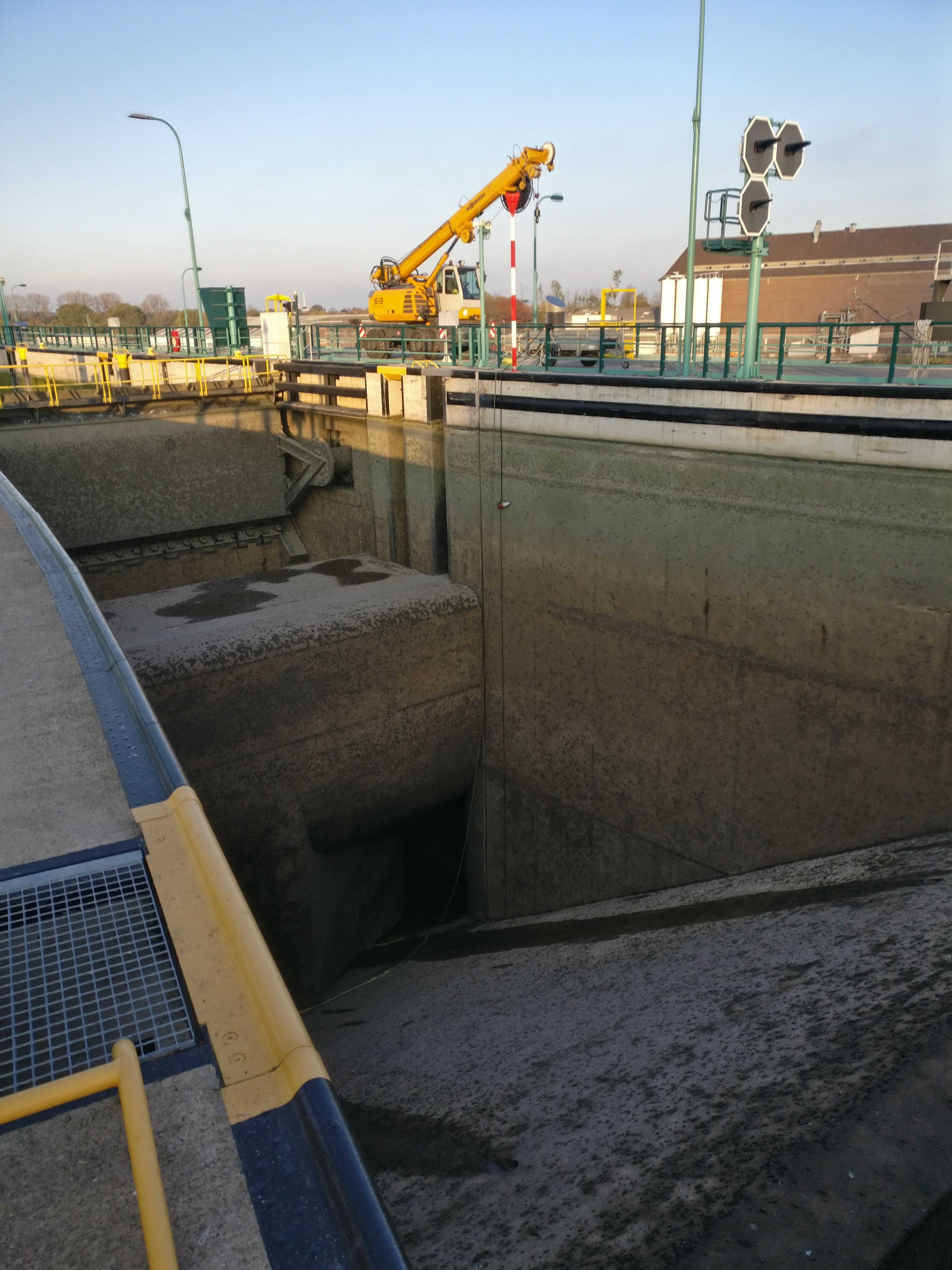
Compuerta enrollable en mantenimiento

Una compuerta tipo segmento  o compuerta Tainter tiene el cuerpo principal que puede girar alrededor de un eje horizontal con un revestimiento de compuerta circular-cilíndrico la compuerta gira transversalmente al eje longitudinal de la esclusa. Un motor impulsa un disco de arrastre a través de una caja de engranajes por la que circula una cadena. Esta cadena está unida a la compuerta para abrirla o cerrarla. La compuerta se apoya con ruedas sobre un carril que se encuentra en la parte inferior. Esto se puede comparar con las ruedas de un tren sobre las vías. Para limitar la presión sobre las ruedas, se han incorporado compartimentos de aire en la compuerta de la esclusa. De esta forma, gracias a la ley de Arquímedes, se crea una fuerza ascendente que limita el peso de la compuerta sobre los carriles. La compuerta enrollable se utiliza habitualmente en esclusas grandes. La ventaja de esta esclusa es que la presión del agua puede llegar a ambos lados. Se empuja la compuerta hacia la capilla y se cierra el agua. Para garantizar que la compuerta cierre correctamente, se fija madera a la compuerta y/o a la pared, creando un contacto madera-madera o madera-hormigón. Debido a la presión del agua, estos materiales se presionan entre sí y se crea una compuerta más o menos estanca. Para esta aplicación se suele utilizar madera de azobé . Un inconveniente es el profundo bolsillo necesario para guardar la compuerta cuando está abierta. También puede acumularse suciedad en el riel, de modo que la compuerta ya no pueda abrirse o cerrarse correctamente, lo mismo se aplica al riel del marco de la compuerta. El Noordersluis en IJmuiden es un ejemplo importante de esclusa donde se utilizan compuertas enrollables.

### Compuerta corredera

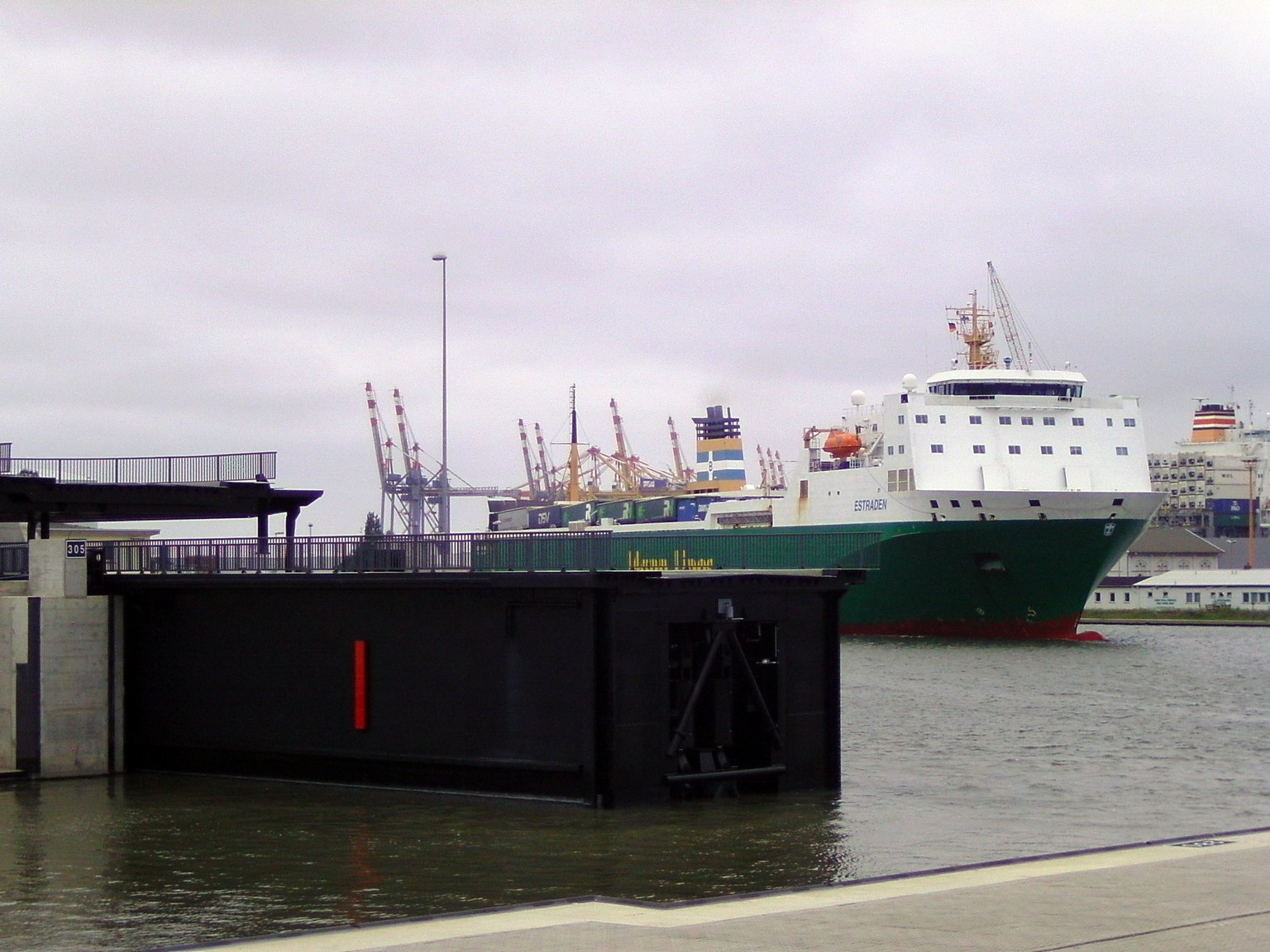
Compuerta corredera abriéndose Kaiserschleuse, Bremerhaven

Una compuerta corredera es un tipo especial de compuerta que se abre y cierra horizontal y lateralmente perpendicular al eje de la esclusa. Este tipo de compuerta consta de dos piezas unidas formando un cajón metálico que se vacía para que tenga un poco de flotabilidad que pueden desplazarse en una ranura acanalada. La hoja que sella la esclusa, visible en la foto avanza hasta topar con la pared opuesta sellando la esclusa. Las compuertas correderas pueden obstruir el agua hacia ambos lados. Al llenar la esclusa con agua mediante válvulas, la presión sobre las compuertas cambia de forma que se pueden abrir y cerrar tanto contra la corriente como a favor de la corriente. Las compuertas correderas pueden estar hechas de madera, hierro o acero.

### Compuerta mitral

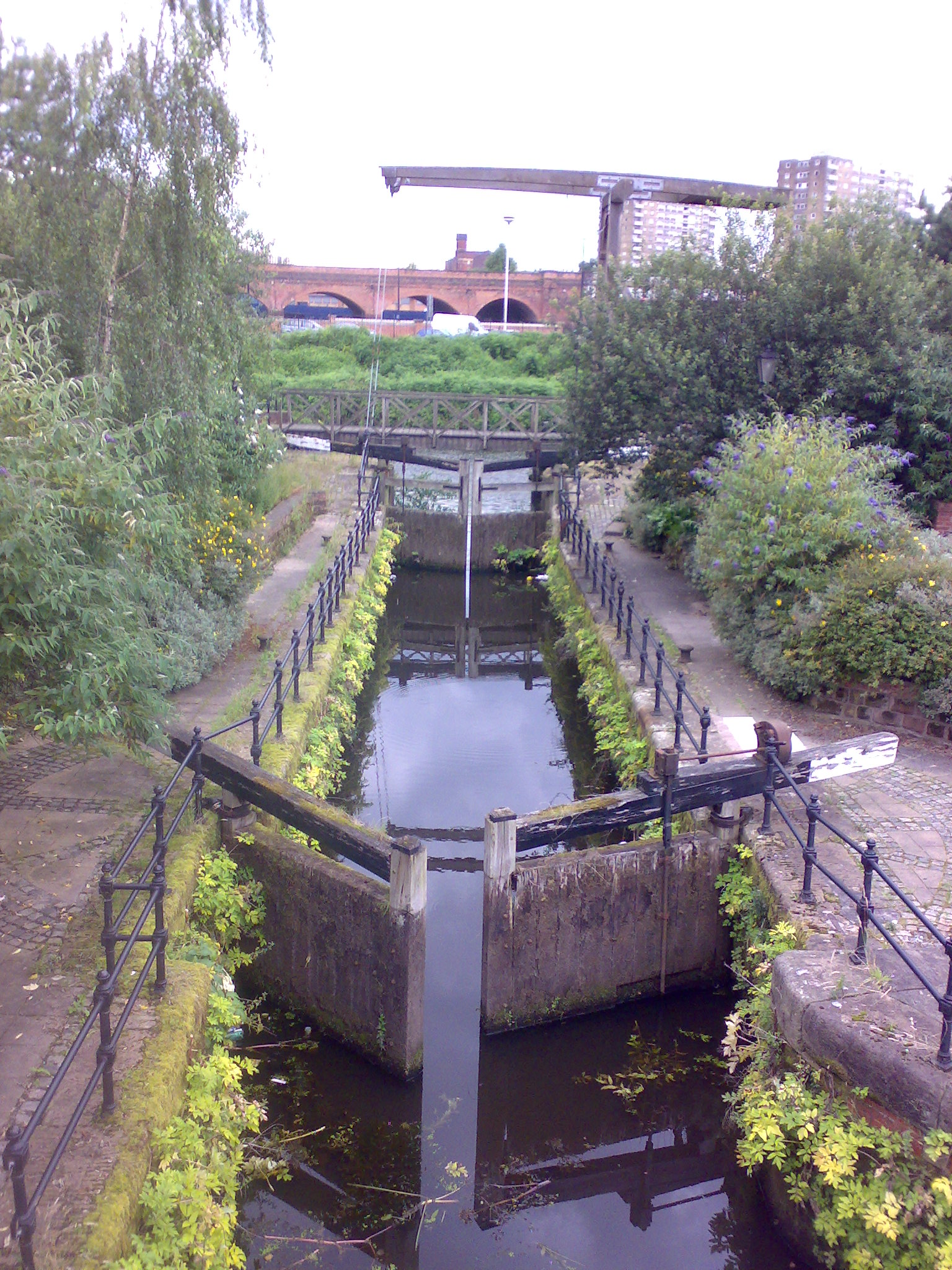
Compuerta mitral

Una compuerta mitral es una construcción que suele constar de dos alas (a veces una sola). Por lo general, consta de dos hojas de compuerta que pueden girar alrededor de ejes verticales y se apoyan entre sí en un ángulo obtuso. 
Las compuertas puntiagudas siempre aparecen de 2 en cada lado de la cerradura. Están diseñados para tener siempre el nivel de agua más alto del mismo lado. Las compuertas se pueden comparar con 2 compuertas interiores que están colocadas una frente a la otra y se abren hacia el mismo lado. Cuando están cerradas, las compuertas forman un cierto ángulo, de modo que la presión del agua ayuda a cerrar las compuertas. Por tanto, el punto señala al lado con el nivel más alto. Estas compuertas son las más comunes. Estas compuertas también se pueden encontrar en una esclusa de marea . Luego se duplicará la compuerta de la esclusa del lado del mar. Sin embargo, el segundo par de compuertas tendrá la punta en la otra dirección, de tal manera que las puntas apunten en dirección contraria. De esta manera podrá utilizar las compuertas adecuadas en la diferencia de nivel adecuada. En caso de duda, ambas compuertas están cerradas.